# Diazol
Termenul de diazol face referire la doi compuși chimici izomeri cu formula chimică C3H4N2. Aceștia sunt compuși heterociclici cu heterociclu pentaatomic, alcătuit din trei atomi de carbon și doi atomi de azot.
Cei doi izomeri sunt:
- Imidazolul (1,3-diazol)
- Pirazolul  (1,2-diazol)